# バイロイト大学
バイロイト大学（英語: University of Bayreuth）は、ドイツ連邦共和国バイエルン州バイロイト市に本部を置くドイツの公立大学。1975年創立、1975年大学設置。

## キャンパス
バイロイト大学のメインキャンパスは、バイロイト市の南部、アウトバーンA9号線のバイロイト南インターチェンジ(Nr. 42)の近くに位置する。大学の大部分の施設はこのメインキャンパス内にある。これに加えてクルムバッハ市にも小規模なキャンパスがあるほか、複数の附属施設がバイロイト市内かその郊外にある。学生寮の多くもメインキャンパスの近隣に立地している。

## 歴史
バイロイト大学自体の設立は1975年であるが、バイロイトにおける大学教育の歴史は18世紀にまで遡る。フリードリヒ3世は辺境伯領の行政を担う人材を育成するため、1742年にアカデミーを設立した。しかし、学生と市民の間の衝突が激化したこともあり、このアカデミーは1743年にエアランゲン市に移設された。
その後、1958年にヴェルナー・エメリッヒ初代学長の下、教育大学がバイロイトに設置された。この教育大学は1972年にエアランゲン・ニュルンベルク大学に移管されたが、後に設立されたバイロイト大学の教育学部に再度移管された。
1970年、バイロイトに大学を設立することがバイエルン州議会によって議決された。このバイエルン州で第7番目の大学は、当初からの計画により、先進的かつ学際的な研究を可能にするような構造を目指すこととされた。大学の運営は1975年から1976年にかけての冬学期に試験的に開始され、大学の教育施設・研究施設・厚生施設は順次メインキャンパスに建設された。

## 組織

### 歴代学長
| 在任期間                       |             |
| ------------------------------ | ----------- |
| クラウス・ディーター＝ヴォルフ | 1973 - 1991 |
| ヘルムート＝ビュトナー         | 1991 - 1997 |
| ヘルムート＝ルッペルト         | 1997 - 2009 |
| リューディガー=ボルマン        | 2009 - 2013 |
| ステファン・ライブレ           | 2013 -      |

学部

バイロイト大学には7つの学部が設置されている。
1. 数学物理情報学部 (MPI)
2. 生物学化学地学部 (BCG)
3. 法経済学部 (RW)
4. 言語文学部 (SpLit)
5. 教養学部 (KuWi)
6. 応用科学部 (FAN)

中央施設
- 附属図書館
- 語学センター
- 計算機センター
- 植物園
- メディアセンター

## 学生
2023年在学生　12,075人

## 教員
2023年教職員総数　2,652人　（うち教授281人）